# Vic Wunderle
Victor (Vic) Wunderle (ur. 4 marca 1976 w Lincoln, Illinois) – amerykański łucznik, dwukrotny medalista olimpijski, brązowy medalista mistrzostw świata, pięciokrotny medalista halowych mistrzostw świata. Startuje w konkurencji łuków klasycznych.
Największym jego osiągnięciem jest srebrny medal igrzysk olimpijskich w Sydney indywidualnie i brązowy drużynowo. Brązowy medalista mistrzostw świata w 1999 roku w Riom drużynowo.